# Тимченківська сільська рада (Зміївський район)
Ти́мченківська сільська́ ра́да — адміністративно-територіальна одиниця та орган місцевого самоврядування у Зміївському районі Харківської області. Адміністративний центр — село Тимченки.

## Загальні відомості
- Тимченківська сільська рада утворена в 1973 році.
- Територія ради: 69,669 км²
- Населення ради: 1 882 особи (станом на 2001 рік)
- Територією ради протікає річка Мжа.

## Населені пункти
Сільській раді підпорядковані населені пункти:
- с. Тимченки
- с. Аксютівка
- с. Колісники
- с. Миргороди
- с. Островерхівка
- с. Сидори
- с. Тросне

## Склад ради
Рада складається з 16 депутатів та голови.
- Голова ради: Нечепоренко Євген Тимофійович
- Секретар ради: Демченко Галина Володимирівна

### Керівний склад попередніх скликань
| Прізвище, ім'я, по батькові   | Основні відомості                                                         | Дата обрання | Дата звільнення |
| ----------------------------- | ------------------------------------------------------------------------- | ------------ | --------------- |
| Нечепоренко Євген Тимофійович | Сільський голова, 1966 року народження, освіта вища, безпартійний         | 26.03.2006   | 31.10.2010      |
| Нечепоренко Євген Тимофійович | Сільський голова, 1966 року народження, освіта вища, член Партії регіонів | 31.10.2010   |                 |

Примітка: таблиця складена за даними сайту Верховної Ради України

### Депутати
За результатами місцевих виборів 2010 року депутатами ради стали:

#### За суб'єктами висування
| Суб'єкт висування                                       | Кількість обраних депутатів | %    |
| ------------------------------------------------------- | --------------------------- | ---- |
| Партія регіонів                                         | 10                          | 62,5 |
| Політична партія Всеукраїнське об'єднання «Батьківщина» | 3                           | 18,8 |
| Самовисування                                           | 3                           | 18,8 |

#### За округами
| № округу                                                | Прізвище, ім'я, по батькові   | Дата визнання обраним | Освіта  | Партійна приналежність                        | Відомості про обраного депутата                                                       |
| ------------------------------------------------------- | ----------------------------- | --------------------- | ------- | --------------------------------------------- | ------------------------------------------------------------------------------------- |
| Партія регіонів                                         |                               |                       |         |                                               |                                                                                       |
| 3                                                       | Токарєв Микола Васильович     | 02.11.2010            | середня | член Партії регіонів                          | приватний підприємець                                                                 |
| 5                                                       | Пащенко Михайло Павлович      | 02.11.2010            | вища    | позапартійний                                 | Тимченківська сільська рада, спеціаліст 2 категорії                                   |
| 7                                                       | Миргород Віктор Володимирович | 02.11.2010            | середня | позапартійний                                 | приватний підприємець                                                                 |
| 8                                                       | Романова Олена Петрівна       | 02.11.2010            | середня | позапартійна                                  | пенсіонер                                                                             |
| 10                                                      | Шемегон Тетяна Олексіївна     | 02.11.2010            | вища    | позапартійна                                  | Тимченківська загальноосвітня школа І-ІІІ ст., педагог — організатор                  |
| 11                                                      | Демченко Галина Володимирівна | 02.11.2010            | вища    | позапартійна                                  | Тимченківська сільська рада, секретар                                                 |
| 12                                                      | Дараган Іван Іванович         | 02.11.2010            | середня | позапартійний                                 | тимчасово не працює                                                                   |
| 14                                                      | Дараган Ірина Володимирівна   | 02.11.2010            | вища    | позапартійна                                  | Тимченківська загальноосвітня школа І-ІІІ ст., вчитель української мови та літератури |
| 15                                                      | Тараненко Раїса Григорівна    | 02.11.2010            | вища    | позапартійна                                  | Тимченківська сільська рада, рахівник- касир                                          |
| 16                                                      | Зінченко Тетяна Володимирівна | 02.11.2010            | вища    | позапартійна                                  | ТОВ "Агрофірма «Діброва», бухгалтер                                                   |
| Політична партія Всеукраїнське об'єднання «Батьківщина» |                               |                       |         |                                               |                                                                                       |
| 2                                                       | Вінніченко Наталія Борисівна  | 02.11.2010            | середня | член Всеукраїнського об'єднання «Батьківщина» | тимчасово не працює                                                                   |
| 4                                                       | Курзіна Євгенія Олександрівна | 02.11.2010            | середня | позапартійна                                  | тимчасово не працює                                                                   |
| 6                                                       | Воронько Іван Анатолійович    | 02.11.2010            | середня | позапартійний                                 | Жовтневий лісгосп, лісник                                                             |
| Самовисування                                           |                               |                       |         |                                               |                                                                                       |
| 1                                                       | Оселедько Сергій Григорович   | 02.11.2010            | середня | позапартійний                                 | тимчасово не працює                                                                   |
| 9                                                       | Яценко Сергій Іванович        | 02.11.2010            | вища    | позапартійний                                 | МНС України Харківській області, пожежник                                             |
| 13                                                      | Суботін Юрій Вікторович       | 02.11.2010            | вища    | позапартійний                                 | МНС України Харківській області, пожежник                                             |